# Alucita plumigera
Alucita plumigera là một loài bướm đêm thuộc họ Alucitidae. Loài này có ở Guinea Xích Đạo.